# Cisliano
Cisliano település Olaszországban, Lombardia régióban, Milánó megyében. Lakosainak száma 5095 fő (2023. január 1.). Cisliano Bareggio, Corbetta, Cusago, Sedriano, Vittuone, Albairate és Gaggiano községekkel határos.

## Népesség
A település lakossága az elmúlt években az alábbi módon változott:
| Lakosok száma | 4621 | 4867 | 4868 | 5095 |
|               | 2013 | 2017 | 2018 | 2023 |